# Спрейнгисандюр

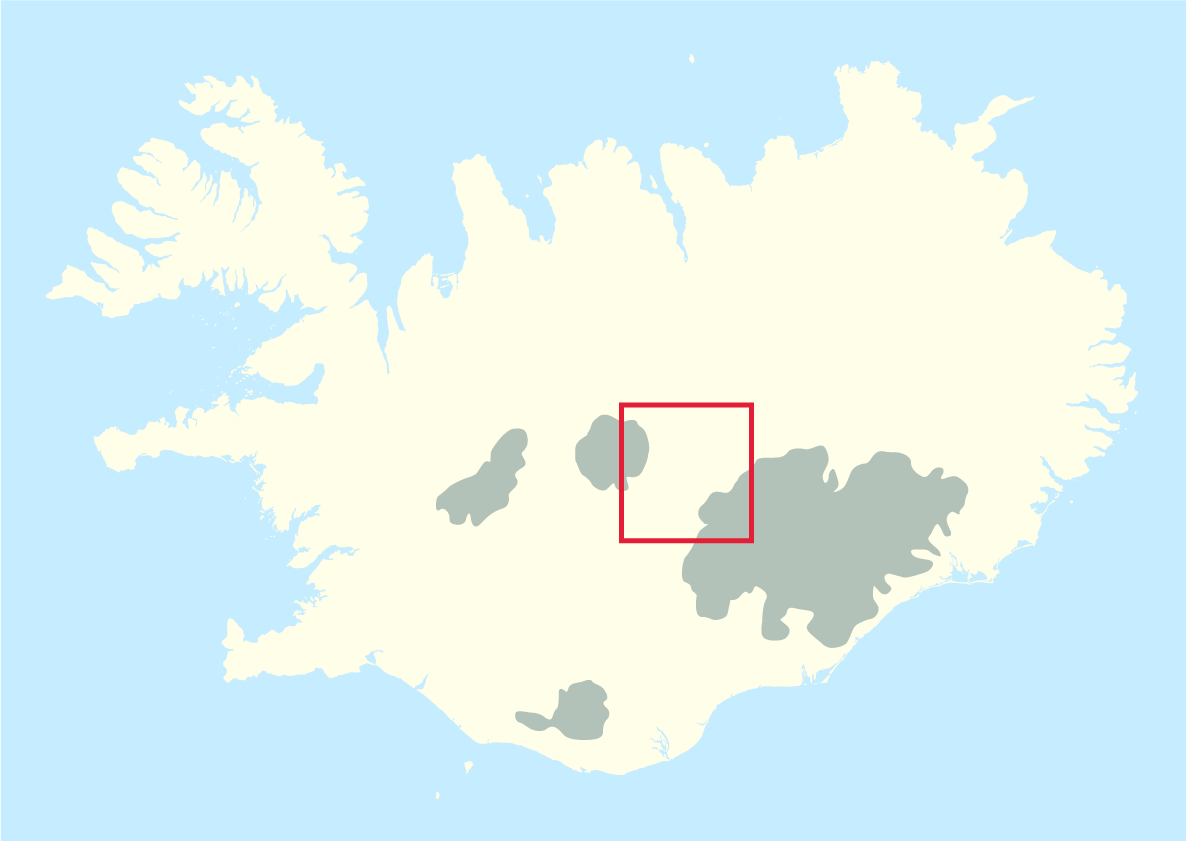
Расположение местности Спрейнгисандюр.

Спрейнгисандюр (исл. Sprengisandur) — местность в Исландии, ориентировочно определяемая как область между ледниками Хофсйёкюдль и Ватнайёкюдль.

## История
Как Кьёлюр и Кальдидалюр, Спрейнгисандюр является древним маршрутом: в период Исландии эпохи народовластия (930—1265) он соединял области на севере острова с южными, где в долине Тингведлир каждый год в середине лета собиралось народное вече — альтинг. В Сагах об исландцах данный путь часто называют Sandr (песок) или Sandleið (Песчаная тропа). В южной части маршрут соединяется с дорогой Фьядлабахсвегюр нирдри (исл. Fjallabaksvegur nyrðri), идущей к западу от горячих источников местности Ландманналёйгар (исл. Landmannalaugar).
Добраться до Спрейнгисандюр можно только летом: зимой местность непроходима из-за снега, весной — из-за затопления.
Несмотря на то, что для многих исландцев это был кратчайший путь до альтинга (например, для тех, кто жил около озера Льёусаватн или Вопна-фьорда), всё же маршрут по Спрейнгисандюр являлся одним из самых протяженных среди дорог по центральным пустынным районам. На протяжении сотен километров в этой местности нет пищи для лошадей, нет укрытия для путников. Это свойство отражено в названии пути: sandur означает песок, а sprengja — ехать на лошади до изнеможения. Было необходимо проехать этот путь как можно скорее, пока не иссякли запасы продовольствия.
Проезжать по данному пути исландцы отваживались лишь в том случае, когда другие маршруты были гораздо длиннее.
Так же, как и в случае с другими ненаселенными местностями Исландии, считалось, что на Спрейнгисандюр обитают призраки. Исландский поэт Гримюр Томсон (1820—1896) отразил данную особенность Спрейнгисандюр в песне Á Sprengisandi.

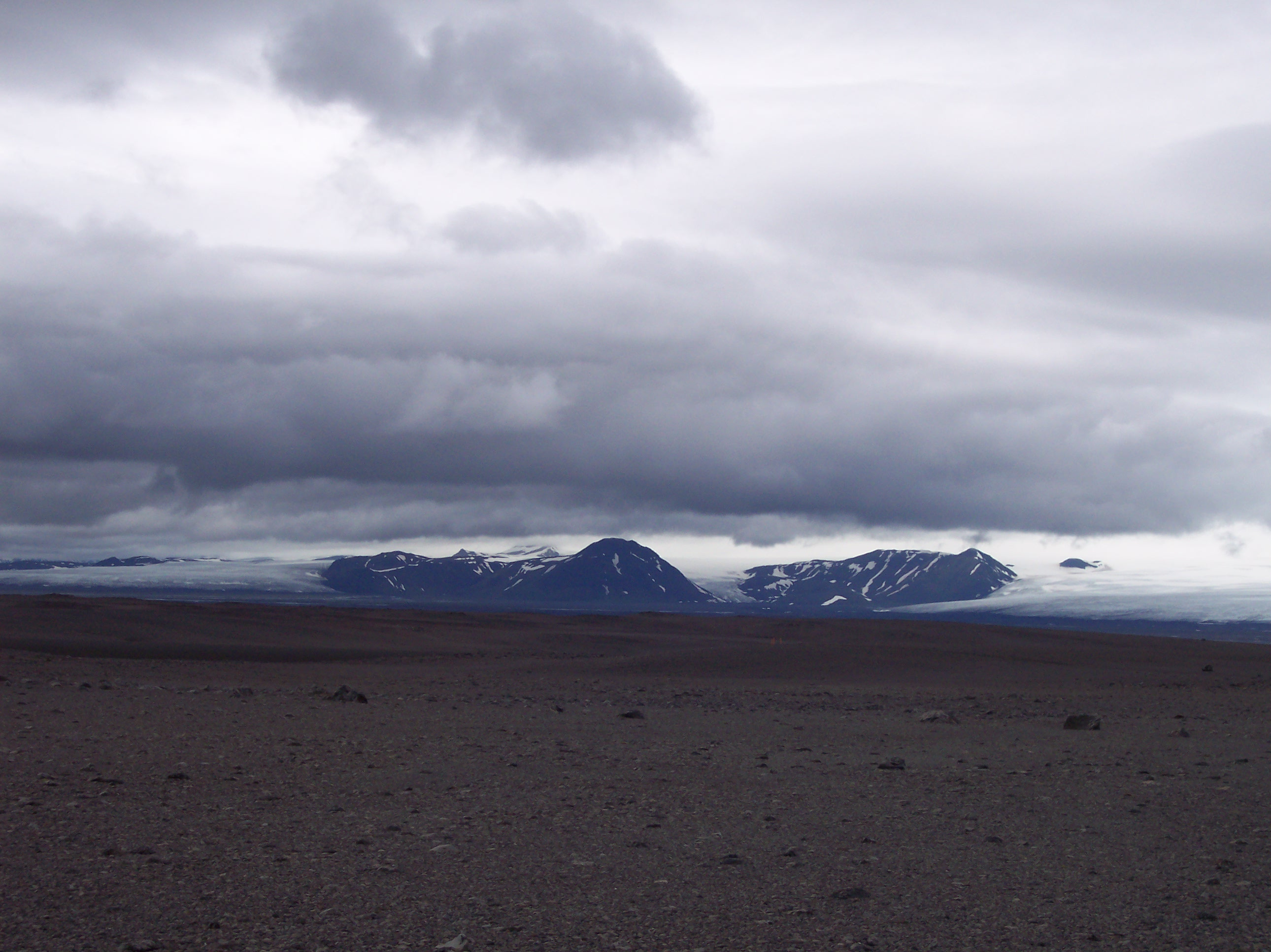
Вид с дороги на ледник Хофсйёкюдль.

## В настоящее время
После того, как в 1265 г Исландия утратила независимость, дорога утратила былое важное значение и оставалась заброшенной до XIX в. Современная дорога проходит почти параллельно и чуть юго-восточнее древнего пути. Летом в июле и августе на дороге действует автобусное сообщение между Ландманналёйгар и озером Миватн. В хорошую погоду с дороги открывается прекрасный вид на вулканы Аскья и Хердюбрейд. В середине пути расположен небольшой оазис с хижиной Исландского туристического клуба, Nýidalur.

## Транспорт
Гравийная дорога Спрейнгисандслейд (исл. Sprengisandsleið) проходит через данную местность и соединяет Сюдюрланд и Нордюрланд-Эйстра.